# Kaševari
Kaševari (cyr. Кашевари) – wieś w Czarnogórze, w gminie Bijelo Polje. W 2011 roku liczyła 24 mieszkańców.